# Adel Karam
Adel Karam est un acteur libanais né le 20 août 1972 à Beyrouth.

## Filmographie partielle
- 2007 : Caramel de Nadine Labaki
- 2011 : Et maintenant, on va où ? de Nadine Labaki
- 2017 : L'Insulte de Ziad Doueiri
- 2021 : Le Dernier Piano (Broken Keys) de Jimmy Keyrouz : Tarek
- 2022 : On se connaît… ou pas (Perfect Strangers) de Wissam Smayra : Ziad